# Auerbach (Landkreis Deggendorf)
 For alternative betydninger, se Auerbach. (Se også artikler, som begynder med Auerbach)
Auerbach er en kommune i Landkreis Deggendorf i Regierungsbezirk Niederbayern i den tyske delstat Bayern, med godt 2.100 indbyggere.

## Geografi
Auerbach ligger i regionen Donau-Wald.
Der er disse landsbyer i kommunen: Auerbach, Engolling, Urlading.